# Dicella bracteosa
Dicella bracteosa är en tvåhjärtbladig växtart som först beskrevs av Adrien Henri Laurent de Jussieu, och fick sitt nu gällande namn av August Heinrich Rudolf Grisebach. Dicella bracteosa ingår i släktet Dicella och familjen Malpighiaceae. Inga underarter finns listade i Catalogue of Life.